# جیم فریات
جیم فریات (انگلیسی: Jim Fryatt; ۲ سپتامبر ۱۹۴۰ – ۵ ژوئن ۲۰۲۰) بازیکن فوتبال اهل بریتانیا بود.
از باشگاه‌هایی که در آن بازی کرده‌است می‌توان به باشگاه فوتبال چارلتون اتلتیک، باشگاه فوتبال برافورد پارک آونیو، باشگاه فوتبال بلکبرن روورز، باشگاه فوتبال اولدهام اتلتیک، باشگاه فوتبال تورکی یونایتد، باشگاه فوتبال ساوتند یونایتد، باشگاه فوتبال استوک‌پورت کانتی، و باشگاه فوتبال ساوتپورت اشاره کرد.